# Associazione Sportiva Dilettantistica Bogliasco 1951
L'Asd Bogliasco 1951, attualmente denominata AGN Energia Bogliasco 1951 per motivi di sponsorizzazione, è una società pallanuotistica che ha rilevato il titolo sportivo della Rari Nantes Bogliasco a settembre 2016. La società è stata fondata il primo gennaio 1951 con presidente Mario Novella.
I colori sociali sono il bianco e l'azzurro.
L'allenatore della squadra maschile (che dalla stagione 2024-25 disputerà il campionato di Serie A2) è Gian Marco Guidaldi, mentre la squadra femminile (militante in Serie A1) è diretta da Mario Sinatra.
Le squadre giovanili e le prime squadre si allenano e giocano le partite di campionato nella Piscina Comunale di Bogliasco, edificata nel 1971 e denominata ufficialmente Stadio del Nuoto Gianni Vassallo, in memoria dell'ex allenatore della prima squadra maschile e delle giovanili scomparso nel 2003.
La squadra maschile della Rari Nantes Bogliasco nella sua storia ha vinto uno scudetto trionfando nel campionato del 1980-1981 con presidente Adelio Peruzzi 
Nella stagione 2015-2016 la squadra femminile è riuscita a vincere la Coppa Italia.
La società complessivamente ha vinto nove Trofei del Giocatore di cui 8 consecutivi a partire dal 2011 fino al 2018, guadagnandosi il titolo di miglior società pallanuotistica dell'anno in Italia. Inoltre è stata 36 volte campionessa d'Italia a livello giovanile, vincendo scudetti con tutte le rappresentative del suo vivaio, dall'Acquagol all'Under 20, e con entrambi i sessi.
L'attività agonistica del Bogliasco 1951 è completata dalla sezione di nuoto sincronizzato.

## Storia
Il 1º gennaio 1951, come spesso succedeva, un gruppo di sportivi provenienti dal paese di Bogliasco si incontrarono presso i Bagni Vittoria nel capoluogo ligure. Quel giorno fu sancito e sottoscritto l'atto di fondazione della società pallanuotistica con il nome di Rari Nantes Bogliasco. Il 7 gennaio ebbe luogo il primo consiglio direttivo della nuova società sportiva alla presenza di 28 soci. Mario Novella fu eletto presidente della società ed Enrico Cavallini vice presidente.

### I primi campionati
Nel 1951 la Rari Nantes Bogliasco disputò il primo campionato ufficiale prendendo parte al girone di levante del campionato ligure di Serie C. La squadra era composta da 7 giocatori compreso il portiere e le partite venivano giocate in mare. La Rari Nantes Bogliasco disputò in totale 8 partite contro le squadre partecipanti allo stesso girone: Chiavari, Sporting Club Quinto, Sampierdarenese e Reyna Genova e concluse il campionato come terza classificata senza essere promossa. Dopo diversi anni di militanza in Serie C la Rari Nantes Bogliasco nel 1958 partecipò al suo primo campionato di Serie B. L'anno successivo venne retrocessa e poi nuovamente promossa. Iniziò così un alternarsi regolare nel disputare il campionato di Serie B e quello di Serie C, fino al 1962 quando retrocesse nuovamente in Serie C per restarvi sei anni. Dopo una lunga militanza nella minima Serie, nel 1968 venne nuovamente promossa in B, dove nel giro di due stagioni ottenne la sua prima promozione nella massima serie. La squadra però non era pronta per la Serie A e venne immediatamente retrocessa. In cadetteria i levantini trascorsero altre sei annate fino a che nel 1978 ottennero la seconda promozione in A. Questa volta il Bogliasco da semplice comparsa diventò presto una grande protagonista. Infatti gli bastarono tre stagioni per arrivare al successo: nel 1981 sotto la presidenza di Adelio Peruzzi la società conquistò il suo primo scudetto.

### Lo scudetto
Il più grande successo del Bogliasco a tutt'oggi resta il titolo tricolore conquistato nel 1981, qui sotto raccontato da un articolo dell'epoca del Guerin Sportivo.
"Nonostante il Bogliasco non abbia alle spalle una grande storia, il migliore piazzamento finora ottenuto era stato il 7º posto in serie A dell’anno scorso, la vittoria non è per nulla casuale, essendo invece il risultato della corretta sintesi fra passione e abilità, realizzata dallo staff dirigenziale. Questo scudetto, in realtà affonda le sue radici nel campionato di serie B 1977. Quell’anno, come allenatore, arrivò Rosario Parmeggiani che, come ha detto lo stesso presidente Peruzzi, mise ai dirigenti la voglia di fare le cose seriamente, convincendoli che la passione era un ingrediente importante ma non il solo. Venne la seconda promozione in serie A della squadra, vennero tre campionati con un 8°, un 9° ed un 7º posto con la possibilità del salto di qualità. In panchina venne chiamato Angelo “Vio” Marciani, bandiera del Camogli dell’ultimo scudetto (1957) che proveniva da una promozione in serie A con la Mameli. L’occasione vera, però, fu lo scioglimento dell’abbinamento Fiat con la squadra del Torino. Saputo ciò i dirigenti del Bogliasco furono i primi a muoversi, prelevando da Torino i due campioni del Mondo ’78 Collina e Ragosa e ereditando, sempre dai torinesi, niente meno che Eraldo Pizzo. Poiché l’appetito vien mangiando la rosa fu completata con Di Fiore e Jervasutti. A questo punto entra in campo l’abilità di Vio Marciani che ha saputo sfruttare al massimo la capacità dei singoli, studiando un gioco su misura per gli uomini che aveva a disposizione".

### Dopo lo scudetto
Ad oggi il trionfo tricolore del 1981 resta il punto più alto toccato dalla storia sportiva del Bogliasco. Pur non raggiungendo più simili traguardi, negli anni a venire la società biancazzurra è comunque riuscita a restare una delle protagoniste della pallanuoto italiana, divenendo una presenza fissa del massimo campionato nazionale in grado di dar spazio o di lanciare alcuni dei più importanti giocatori a livello internazionale. Dopo un periodo di crisi tecnica a metà degli anni '90, culminata con una fugace caduta in Serie B, con l'avvento del nuovo millennio Bogliasco è tornata ad affacciarsi nel massimo torneo militando in Serie A1 per 20 stagioni consecutive.

### Il settore femminile
L'inizio del XXI secolo ha consentito alla società di ampliare la propria offerta agonistica allestendo un settore femminile. Nel giro di pochi anni le bogliaschine hanno rapidamente scalato i vari campionati nazionali passando dalla Serie C alla Serie A1. Nel 2015-2016 la formazione in rosa ha vinto il suo primo trofeo a livello di prima squadra, alzando al cielo di Roma la Coppa Italia. Il terzo posto in campionato conquistato qualche settimana più tardi ha inoltre schiuso alle ragazze allenate da Mario Sinatra la possibilità di partecipare all'Eurolega della stagione successiva. Nella massima competizione continentale le biancazzurre hanno ben figurato di fronte ad autentiche corazzate, superando con merito la prima fase a gironi e fermandosi soltanto in quella successiva. Attualmente il Bogliasco risulta essere la seconda squadra per longevità di militanza nel massimo campionato nazionale, dall'alto delle sue 15 partecipazioni complessive, di cui 14 consecutive.

### Il settore giovanile
Uno dei punti di forza della società ligure è il suo settore giovanile. Qui negli anni sono stati formati decine di pallanuotisti capaci di imporsi nel corso della propria carriera sia a livello nazionale che internazionale.
L'altissimo valore della scuola agonistica bogliaschina è testimoniata dai 36 scudetti conquistati dalle diverse rappresentative in tutte le categorie, dagli Acquagol all'Under 20 e dalla medaglia d'oro conquistata ai Giochi della Gioventù nel 1986.
Nel 2005 il Bogliasco è riuscito nell'impresa di aggiudicarsi entrambi i titoli nazionali juniores (femminile e maschile). Cosa mai riuscita a nessun'altra società fino ad oggi.
Nel 2017 i biancazzurri sono risultati l'unica società italiana capace di portare alle finali scudetto tutte e sei le proprie rappresentative giovanili (Under 15 maschile e femminile; Under 17 maschile e femminile; Under 19 femminile; Under 20 maschile).
I grandi successi del vivaio hanno inoltre permesso alla società levantina di aggiudicarsi nove edizioni del Trofeo del Giocatore, di cui otto consecutive tra il 2011 e il 2018.

### La tifoseria
Dagli anni '50 un gruppo di tifosi dal paese ha cominciato a sostenere costantemente la squadra in ogni sua gara, anche in trasferta. Negli anni '70 nasce il primo nucleo di sostenitori organizzati, che si fanno conoscere con il nome de I Fedelissimi, che resterà attivo fino al 1979. Il loro posto verrà preso in quell'anno dai Commandos, a loro volta suddivisi in Garibaldos, a cui si univano i più anziani, e Desperados formati dai giovani e dai nuovi arrivati. Nel 1982 i due gruppi cambiano nome diventando Eagles Supporters, nome copiato dai tifosi della squadra di calcio della Lazio, che tifavano per gli stessi colori ma in diverso ambito sportivo, e le Brigate Bianco Azzurre, a cui si univano i più giovani. Nel 2000 i due gruppi si sciolgono e i tifosi formano Gli Irriducibili. Quest'ultima formazione resterà attiva per quasi 25 anni, cessando di esistere ufficialmente nel settembre 2023.

## Settore Maschile

### Partecipazione ai campionati nazionali
| Livello | Categoria | Partecipazioni | Debutto   | Ultima stagione | Totale |
| ------- | --------- | -------------- | --------- | --------------- | ------ |
| 1º      | Serie A   | 7              | 1971      | 1983-1984       | 33     |
| 1º      | Serie A1  | 26             | 1984-1985 | 2022-2023       | 33     |
| 2º      | Serie B   | 14             | 1959-1960 | 1991-1992       | 27     |
| 2º      | Serie A2  | 13             | 1988-1989 | 2024-2025       | 27     |
| 3º      | Serie C   | 14             | 1951      | 1967            | 14     |

### Partecipazione alle coppe internazionali
| Competizione       | Partecipazioni | Debutto   | Ultima stagione | Totale |
| ------------------ | -------------- | --------- | --------------- | ------ |
| Coppa dei Campioni | 1              | 1981-1982 | 1981-1982       | 1      |
| Coppa delle Coppe  | 1              | 1982-1983 | 1982-1983       | 1      |
| Euro Cup           | 1              | 2011-2012 | 2011-2012       | 1      |

### Rosa 2024-25
| N° |                   | Ruolo | Giocatore              |
| -- | ----------------- | ----- | ---------------------- |
| 1  | Italia (bandiera) | P     | Edoardo Prian          |
| 13 | Italia (bandiera) | P     | Guglielmo Ferrari      |
| 2  | Italia (bandiera) | D     | Davide Mazzetti Broggi |
| 14 | Italia (bandiera) | D     | Giulio Mannai          |
| 14 | Italia (bandiera) | D     | Leonida Rota           |
| 9  | Italia (bandiera) | D     | Giacomo Boero          |
| 6  | Italia (bandiera) | A     | Davide Piovani         |
| 4  | Italia (bandiera) | A     | Tommaso Oliveri        |

| N° |                   | Ruolo | Giocatore          |
| -- | ----------------- | ----- | ------------------ |
| 8  | Italia (bandiera) | A     | Leonardo Madaschi  |
| 10 | Italia (bandiera) | A     | Alessandro Bottaro |
| 12 | Italia (bandiera) | A     | Alessandro Canepa  |
| 7  | Italia (bandiera) | A     | Nicola Taramasco   |
| 5  | Canada (bandiera) | CB    | Jeremie Blanchard  |
| 11 | Italia (bandiera) | CB    | Lorenzo Alberti    |
| 14 | Italia (bandiera) | CB    | Luca Gnetti        |
| 3  | Italia (bandiera) | A     | Timothy Biallo     |

### Staff tecnico
| Allenatore: | Gian Marco Guidaldi |

| Direttore sportivo: | Gianni Fossati |

| Preparatore atletico: | Francesco Rizzo |

| Allenatore Under 18: | Mattia De Ferrari |

| Allenatore Under 16: | Marco Sbolgi |

| Allenatore Under 14: | Davide Martinero |

| Allenatori Acquagol: | Davide Martinero, Rosa Rogondino, Simone Merli, Linda Mannai |

| Resp. Settore Giovanile: | Andrea Alberti |

| Resp. Comunicazione: | Marco Tripodi |

### Palmarès

#### Trofei nazionali
- Campionato italiano: 1

1981
- Trofeo del Giocatore: 9

2005, 2011, 2012, 2013, 2014, 2015, 2016, 2017, 2018

#### Trofei giovanili
- Campionato italiano Juniores: 5

1988, 1990, 2004, 2005, 2017
- Campionato italiano Allievi: 3

1988, 1989, 2016
- Campionato italiano Allievi B: 3

1973, 1992, 1993
- Campionato italiano Ragazzi: 5

1990, 1991, 1995, 2011, 2013,
- Campionato italiano Acquagol: 4

1998, 1999, 2000, 2002
- Medaglia d'oro ai Giochi della Gioventù: 1

1986
- Medaglia d'oro all'Habawaba International Festival: 1

2009
- Medaglia d'oro all'Habawaba International Plus: 1

2015

## Settore Femminile

### Partecipazione ai campionati nazionali
| Livello | Categoria | Partecipazioni | Debutto   | Ultima stagione |  |
| ------- | --------- | -------------- | --------- | --------------- |  |
| 1º      | Serie A1  | 15             | 2009-2010 | 2024-2025       |  |
| 2º      | Serie A2  | 7              | 2003-2004 | 2011-2012       |  |
| 3º      | Serie B   | 2              | 2001-2002 | 2002-2003       |  |
| 4º      | Serie C   | 1              | 2000-2001 | 2000-2001       |  |

### Partecipazione alle coppe internazionali
| Competizione | Partecipazioni | Debutto   | Ultima stagione | Totale |
| ------------ | -------------- | --------- | --------------- | ------ |
| Euro Lega    | 1              | 2016-2017 | 2016-2017       | 1      |

### Rosa 2023-24
| N° |                   | Ruolo | Giocatore             |
| -- | ----------------- | ----- | --------------------- |
| 1  | Italia (bandiera) | P     | Valeria Uccella       |
| 13 | Italia (bandiera) | P     | Giulia De Capitani    |
| 3  | Italia (bandiera) | D     | Dorotea Spampinato    |
| 4  | Italia (bandiera) | D     | Lucia Virzi           |
| 8  | Italia (bandiera) | A     | Rosa Rogondino        |
| 6  | Italia (bandiera) | A     | Giulia Millo          |
| 2  | Italia (bandiera) | A     | Eleonora Bianco       |
| 14 | Italia (bandiera) | A     | Chiara Roccalberti    |
| 14 | Italia (bandiera) | A     | Marta Nicatore        |
| 12 | Canada (bandiera) | A     | Adrien Glenn Van Dyke |

| N° |                   | Ruolo | Giocatore           |
| -- | ----------------- | ----- | ------------------- |
| 5  | Italia (bandiera) | CB    | Giulia Bozzo        |
| 10 | Italia (bandiera) | CB    | Benedetta Bo        |
| 9  | Italia (bandiera) | CV    | Maddalena Paganello |
| 11 | Italia (bandiera) | CV    | Marta Carpaneto     |
| 7  | Italia (bandiera) | CV    | Bianca Rosta        |
| 14 | Italia (bandiera) | CV    | Sofia Aspasia Bozzo |
| 12 | Italia (bandiera) | CV    | Carlotta Paganuzzi  |
| 14 | Italia (bandiera) | CV    | Agnese Deserti      |
| 14 | Italia (bandiera) | CV    | Arianna Lava        |
| 14 | Italia (bandiera) | CV    | Paola Bettini       |

#### Staff tecnico
| Allenatore: | Mario Sinatra |

| Direttore sportivo: | Alberto Carpaneto |

| Team manager: | Gabriele Soro |

| Preparatore atletico: | Francesco Rizzo |

| Allenatore Under 18 e 16: | Mario Sinatra |

| Allenatore Under 14: | Rosa Rogondino |

| Allenatori Acquagol: | Davide Martinero, Rosa Rogondino, Simone Merli, Linda Mannai |

| Responsabile Comunicazione: | Marco Tripodi |

### Palmarès

#### Trofei nazionali
- Coppe Italia: 1

2015-16

#### Trofei giovanili
- Campionato italiano femminile U-19: 3

2005, 2006, 2016
- Campionato italiano femminile U-18: 2

2022, 2024
- Campionato italiano femminile U-17: 5

2003, 2004, 2005, 2018, 2019
- Campionato italiano femminile U-16 (Allieve): 2

2024, 2025
-  Campionato italiano femminile invernale U-16 (Allieve): 1

2025
- Campionato italiano femminile U-15: 3

2017, 2018, 2019
- Campionato italiano femminile U-14: 1

2023
- Campionato italiano Acquagol: 4

1998, 1999, 2000, 2002
- Medaglia d'oro all'Habawaba Plus: 2

2018, 2022

## Società

### Presidenti
- 1951-1956  Mario Novella
- 1956-1958  Angelo Musso
- 1958-1962  Aldo Caneda
- 1962-1963  Dario Bertazzoli
- 1963-1965  Antonio Caffarena
- 1966-1967  Aldo Caneda
- 1968-1973  Giorgio Giorgi
- 1974-1976  Massimo Ercolani
- 1977-1984  Adelio Peruzzi
- 1984-1986  Enrico Ravano

- 1986-1987  Franco Bertolini
- 1987-1990  Eugenio Grondona
- 1990-1991  Gian Luigi Novella
- 1991-1992  Alessandro Ghibellini
- 1992-1996  Eugenio Grondona
- 1997-2000  Vincenzo Femia
- 2000-2004  Riccardo Meyerhoff
- 2005-2016  Claudio Gavazzi
- 2016-2019  Mirko Prandini
- 2019-      Simone Canepa

### Organigramma
Dal sito internet ufficiale della società.
- Presidente
Simone Canepa
- Vice Presidente
Daniela Tasso

- Consiglieri
Massimo Albasini
Alberto Brogna
Francesca Fossati
Sebastiano Gattorno
Flavio Malatesta
Carlo Rivolta
Gabriele Soro
- Responsabile dell'impianto
Franco Falcone
- Responsabile Corsi Nuoto e Wellness
Francesca Giovannini
- Responsabile Area Fitness
Francesca Contu
- Responsabile Pallanuoto Maschile
Gianni Fossati
- Responsabile Pallanuoto Femminile
Mario Sinatra
- Responsabile Giovanili Pallanuoto
Andrea Alberti
- Responsabile Nuoto Sincronizzato
Simona Ricotta
- Segreteria
Rosa Rogondino
Emanuela Antolini
Giada Culla
Giulia Santinelli
- Ufficio stampa
Marco Tripodi

## Giocatori celebri
Tommaso Negri, Viktor Jelenić, Dubravko Šimenc, Roberto Mannai, Eraldo Pizzo, Gianni Fossati, 
Steven Camilleri, Gian Marco Guidaldi, Paolo Ragosa, Roberto Gandolfi, Marco Jervasutti,
Matthew De Trane, Alberto Ghibellini, Olexandr Sadovyy,
Fabio Gambacorta, Arnaldo Deserti, Vio Marciani, Daniele Magalotti, Ranko Perovic, 
Edoardo Di Somma,
Zsolt Petőváry, Slavko Gak, Cesare Vio, Teresa Frassinetti, Roberta Bianconi, Elena Maggi, Giulia Rambaldi

## Allenatori celebri
Daniele Bettini, Mario Sinatra, Angelo 'Vio' Marciani,
Daniele Magalotti, Jonathan Del Galdo, Pino Porzio, Massimo De Crescenzo, Gianni Vassallo, 
Rosario Parmegiani